# Ярутін Володимир Кузьмич
Володимир Кузьмич Ярутін (5 вересня 1928, село Медведевка, тепер Солонешенського району Алтайського краю, Російська Федерація — ?) — молдавський радянський діяч, міністр сільського будівництва Молдавської РСР. Член Ревізійної комісії КП Молдавії в 1981—1990 роках. Депутат Верховної Ради Молдавської РСР 10—11-го скликань. Кандидат технічних наук (1977).

## Біографія
Народився в селянській родині.
У 1953 році закінчив Новосибірський інститут військових інженерів (інженерів залізничного транспорту).
У 1953—1962 роках — майстер, виконроб, начальник виробничо-технічного відділу, головний інженер, начальник шахтобудівного управління, в 1962—1965 роках — головний інженер шахтобудівного тресту в місті Ленінськ-Кузнецький Кемеровської області.
Член КПРС з 1958 року.
У 1965—1966 роках — головний інженер, у 1966—1971 роках — керуючий Кишинівського міжрайонного будівельного тресту Міністерства будівництва Молдавської РСР.
У 1971 — 10 грудня 1976 року — заступник, 1-й заступник міністра сільського будівництва Молдавської РСР.
10 грудня 1976 — 9 січня 1987 року — міністр сільського будівництва Молдавської РСР.
Подальша доля невідома.

## Нагороди
- орден Трудового Червоного Прапора
- орден Дружби народів
- медалі